# Carlos Burguera Trigueros
Carlos Burguera Trigueros más conocido como Burguera-(n. Gandía, Valencia, 7 de febrero de 1982) es un futbolista español.
Jugó de portero en varios equipos de la Comunitat Valenciana.

## Biografía
Nacido en el municipio valenciano de Gandía en el año 1982.
Desde su juventud quiso dedicarse al mundo del fútbol en posición de portero, donde comenzó en las Categorías Infantiles del Fútbol base del Real Madrid Club de Fútbol, tras el paso de unos años entró en la Categoría Juvenil del Valencia Club de Fútbol y después siguió su carrera en fútbol base en su población natal jugando en el Club de Fútbol Gandia.
Posteriormente en el año 2004 entró en el Benidorm Club de Fútbol donde hizo su debut profesional en la Segunda División B de España hasta el año 2006 que entró durante un año en el Orihuela Club de Fútbol, en 2007 perteneció al Ontinyent Club de Futbol, en 2008 al Burjassot Club de Futbol pero a mediados del año se trasladó al Catarroja Club de Fútbol y posteriormente en el 2009 fichó por el CF Gandía donde jugó hasta 2012. En la 2013-14 jugó en el CF Cullera.

## Clubes
| Club                     | País   | Año       |
| ------------------------ | ------ | --------- |
| Benidorm C. F.           | España | 2005-2006 |
| Orihuela CF              | España | 2006-2007 |
| Ontinyent C. F.          | España | 2007-2008 |
| Burjassot CF             | España | 2008      |
| Catarroja Club de Fútbol | España | 2008-2009 |
| CF Gandía                | España | 2009-2012 |
| CF Cullera               | España | 2013-2014 |